# Викдессо
Викдессо́ (фр. Vicdessos, окс. Vic de Sòs) — коммуна во Франции, находится в регионе Окситания, недалеко от границ с Испанией и Андоррой. Департамент коммуны — Арьеж. Административный центр кантона Викдессо. Округ коммуны — Фуа.
Код INSEE коммуны — 09334.

## Население
Население коммуны на 2008 год составляло 511 человек.
| 1962 | 1968 | 1975 | 1982 | 1990 | 1999 | 2008 |
| ---- | ---- | ---- | ---- | ---- | ---- | ---- |
| 535  | 585  | 580  | 602  | 483  | 461  | 511  |

## Экономика
В 2007 году среди 273 человек в трудоспособном возрасте (15—64 лет) 200 были экономически активными, 73 — неактивными (показатель активности — 73,3 %, в 1999 году было 64,2 %). Из 200 активных работали 174 человека (93 мужчины и 81 женщина), безработных было 26 (14 мужчин и 12 женщин). Среди 73 неактивных 23 человека были учениками или студентами, 26 — пенсионерами, 24 были неактивными по другим причинам.

## Фотогалерея

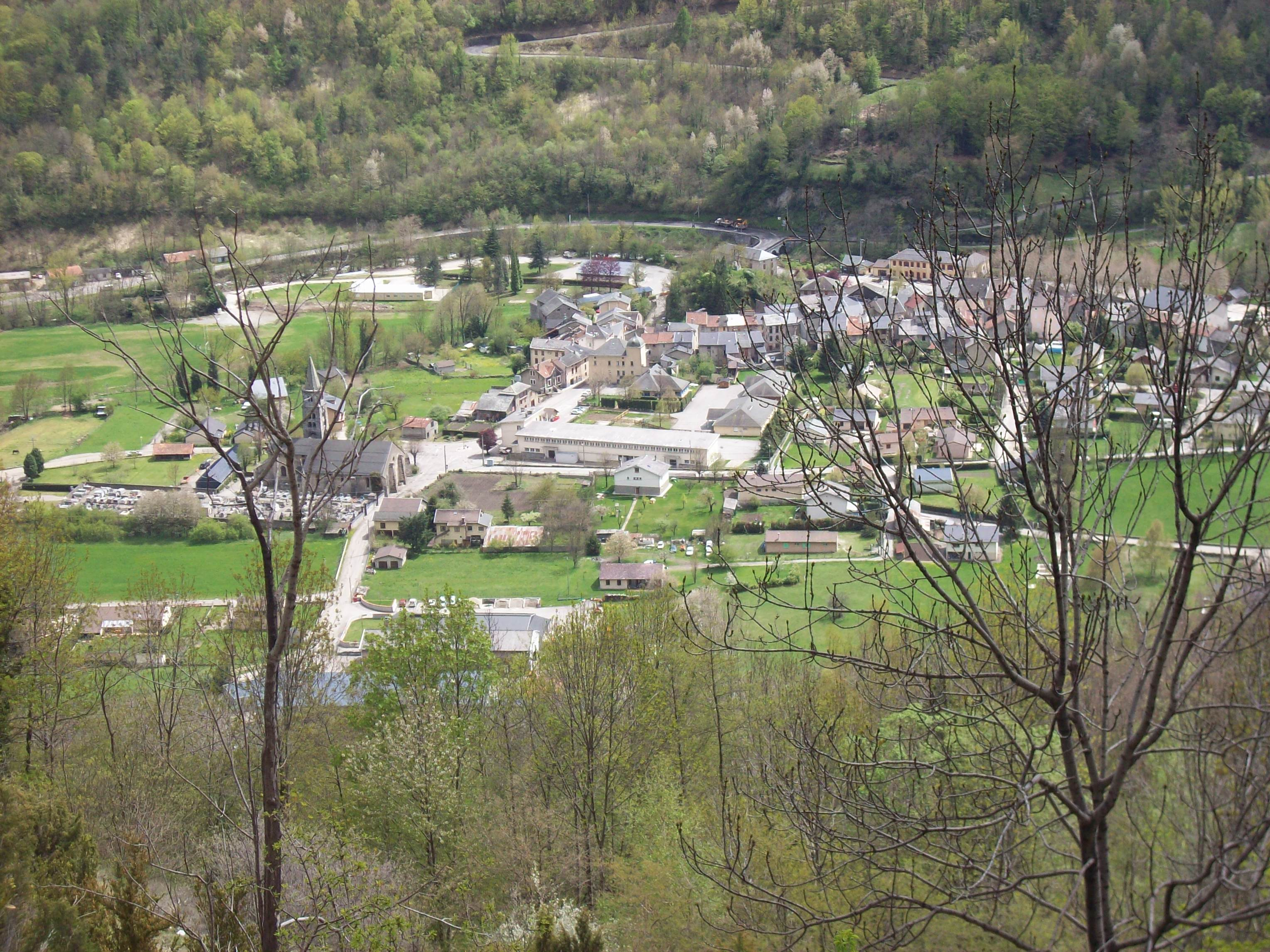
Викдессо
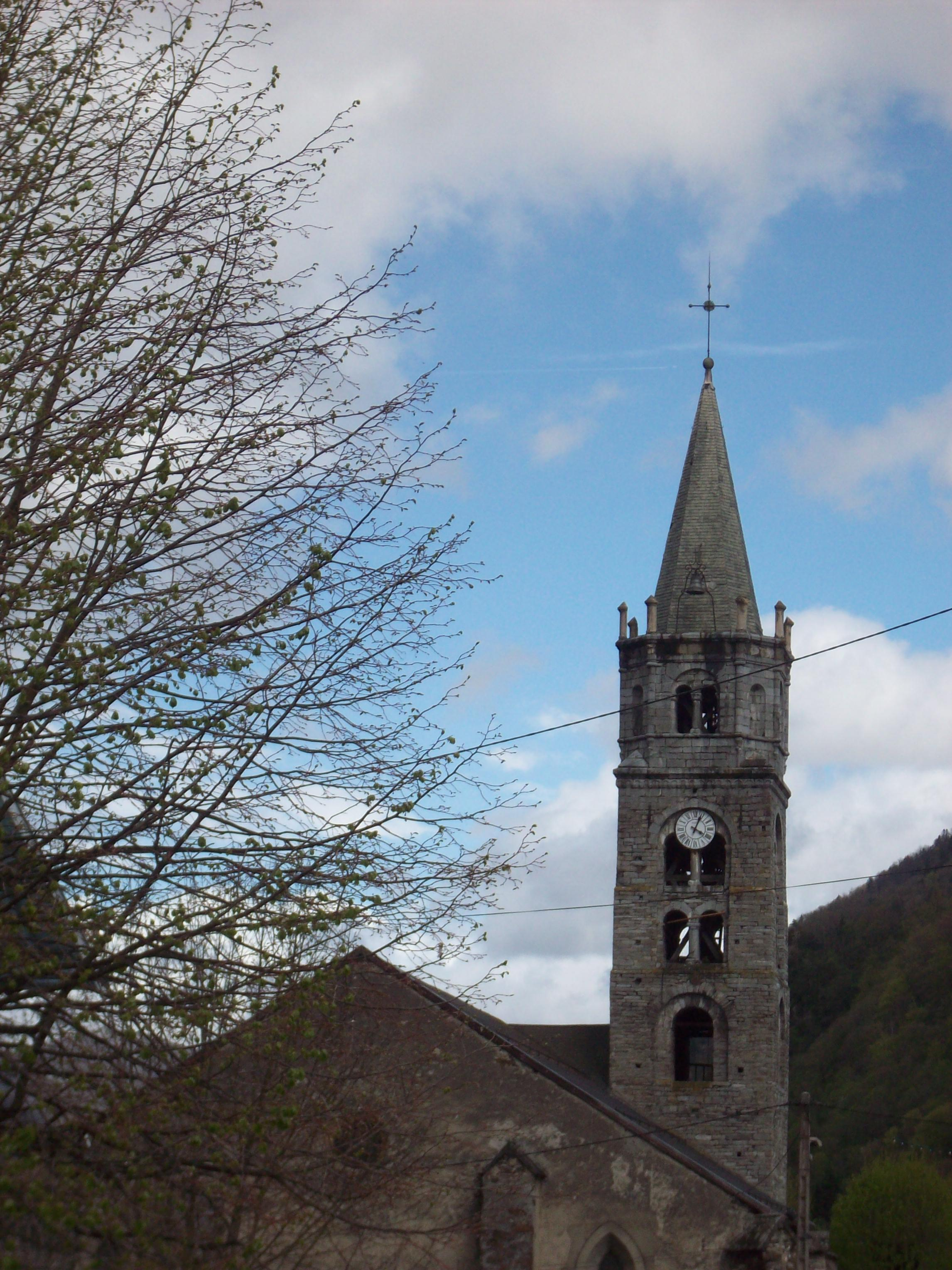
Церковь Нотр-Дам-де-Викдессо
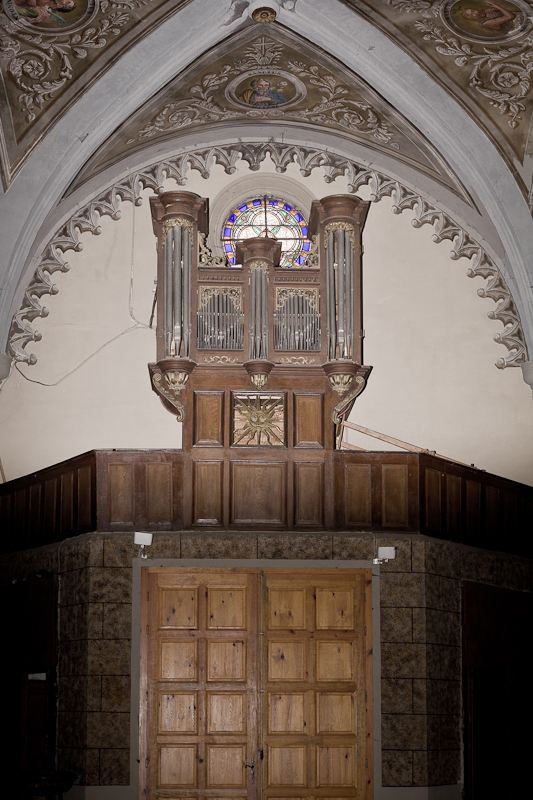
Орган в церкви